# Психоманіпуляції в рекламі
Психоманіпуляції в рекламі — це методи створення та розповсюдження рекламного продукту, засновані на психобіологічних механізмах життєдіяльності людини.
- Маніпуляція (фр. manipulation) — вид психологічного впливу, майстерне виконання якого веде до прихованого порушення в іншої людини намірів, що не збігаються з його актуально наявними бажаннями. Значна частина різноманітних психологічних впливів у рекламній діяльності є формою маніпуляції. Адже головне завдання будь-якого рекламіста — зробити так, щоби споживач сприймав рекламне твердження як свою особисту думку.
- Психоманіпуляція — це соціально-психологічний вплив, який навмисно примушує іншу людину або групу людей до вчинків або поведінки, які не входили в їхні наміри; порушує психологічні межі особистості або соціальної групи, що здійснюється без інформованої згоди і без забезпечення соціальної та психологічної безпеки індивіда чи групи людей, а також всіх їх законних прав; приводить до соціального, фізичного або матеріального збитку.
- Реклама (лат. reclamare — «поновлювати крик, знову кричати, кликати, голосно заперечувати») — спеціальна інформація про осіб чи продукцію, що розповсюджується в будь-якій формі та в будь-який спосіб з метою прямого чи опосередкованого одержання прибутку.

## Наукове підґрунтя
Сучасні науковці розглядають рекламу як визначену психологічну технологію, орієнтовану на маніпулювання мотиваційно-потребовою і свідомою сферами особистості для досягнення соціально-політичних, економічних і інших переваг та стверджують, що реклама — могутній засіб впливу і маніпуляції людиною і як феномен здатна формувати і змінювати світогляд і поведінку людей. Саме тому фахівці різних галузей нині так ретельно вивчають це явище. До цієї проблематики звертались Е. А. Доценко, О. А. Феофанов, Л. Н. Федотова, О. О. Титаренко, П. К. Власов, В. Г. Зазикін. Головні негативні моменти цього впливу полягають у тому, що реклама спричиняє стереотипізацію мислення, а відтак — поведінки, нав'язує готові моделі й стандарти життя, призводить до певного викривлення соціальної поведінки.

## Методи

### I. Психологічне маніпулювання
Псевдологіка (логічний обман), пряма фальсифікація і підсвідоме навіювання.
- 1. Створення психозу «брак часу»

Ключові слова: «поспішайте», «тільки сьогодні діють божевільні знижки», «першій сотні тих, хто зателефонує, вручається приз» і так далі. Варіантів тут багато, але всі вони зводяться до того, щоби втягти споживача в стан ажіотажу, гарячкового поспіху. Йому ніколи подумати, йому потрібно терміново бігти й купувати!
- 2. Апеляція до прогресу

Ключові слова: «новий смак», «новий дизайн», «нова упаковка» та ін. Цей метод частково перетинається з попереднім, оскільки підштовхує людину купувати нове, щоби йти в ногу з часом, не відставати. Проте в основі цього методу лежить експлуатація цікавості споживача, а також позиціонування фірми як втілення прогресу.
- 3. Підміна понять

Спочатку показують одне, потім пропонують купити зовсім інше. Наприклад, рекламують сухий корм для собак — маленькі, непоказні гранули, а спочатку йде відеоряд: соковите м'ясо, овочі, зелень і тому подібне. Шляхом нескінченних повторень створюють у підсвідомості споживача асоціативний зв'язок між натуральними продуктами й готовим кормом. Аналогічно побудовано й рекламу зубної пасти з прополісом. Демонструють стільники і мед, але їх немає серед інгредієнтів пасти. Так само представляють і їжу швидкого приготування. Прикладів безліч.
У низці випадків підміну проводять тонше. Візьмімо рекламу майонезу. «Мрія господині — мрії збуваються». Мрії покупця ототожнюються з майонезом, в назві якого вжито слово «мрія». Або в рекламі дитячого йогурту: спочатку показують веселку, а потім голос ставить питання: «Хочете шматочок веселки?». Після чого пропонується різнокольоровий йогурт. А деколи і взагалі вибудовується штучний причинно-наслідковий зв'язок між явищами, які не мають нічого спільного («Випий філіжанку розчинної кави — і тебе чекають незабутні пригоди»).
- 4. Комплекс переваги

Класик психоаналізу Альфред Адлер створив концепцію комплексу неповноцінності та комплексу зверхності як засобу компенсації неповноцінності. За Адлером, усі люди тією чи іншою мірою мають відчуття неповноцінності і прагнуть компенсувати його різними успіхами, хай навіть уявними. Відкриття Адлера широко використовуються в сучасній рекламі. Споживачеві пропонують придбати товар для того, щоб відчути свою винятковість, всесилля, підвищити свій статус. «Вірний секрет жіночих перемог», «Для тих, хто справді крутий», «Ти всесильна», «Ви чарівні», «Він один такий» — типові в даному випадку слогани.
- 5. Безкоштовний сир із мишоловки

Увагу споживача акцентують на можливості отримати «безкоштовно», «в подарунок» яку-небудь річ на додаток до основної покупки. Зрозуміло, що ціну «безкоштовного подарунка» просто включено в ціну рекламованого товару і покупець насправді оплачує зі своєї кишені дві речі. Мало того, нерідко в якості «призу» підсовують предмети, які самі по собі не користуються попитом і з цієї причини їх не беруть у торговельні мережі. Тоді фірма оголошує, що її «подарунок» настільки ексклюзивний, що навіть і не продається, що його можна отримати тільки в якості призу. Як-то кажуть, потребу видають за доброчесність, і обидва товари працюють один на одного. Прийом простий, але ефективний.
- 6. Перемога над іншими

Ключові слова: «на відміну від інших». Класичні приклади — реклама батарейок, які «працюють довше звичайних», реклама нового порошку, з яким «ви вимиєте більше посуду, при цьому швидше і краще». Самі слова «краще», «довше», «швидше» вже свідчать, що в іншому випадку, якщо ви купите товар іншої фірми, у вас буде «гірше» і «повільніше». У рекламі пропонований товар змагається й перемагає, але з чим саме він змагається, не кажуть, тож неможливо перевірити, чи й справді було здобуто перемогу.
- 7. Ілюзія переконливості

Телереклама активно експлуатує ілюзію переконливості. Демонстрація якихось графіків, наведення різноманітних коефіцієнтів, застосування «особливих домішок», посилання на різноманітні «академії» і «професійні асоціації стоматологів-гінекологів», які «об'єктивно» підтверджують перевагу рекламованого товару над виробами конкурентів. («Коефіцієнт відбілювання» в пральних порошках, «вітамінізована» горілка, жувальна гумка «з карбамідом» та ін. Всі «професійні асоціації» й «академії» або є виплодом фантазії рекламістів, або створюються і фінансуються самими ж виробниками цього товару).
- 8. Авторитет

Товар рекламує популярна особистість: кіноактор, кумир молоді й так далі. Розрахунок на стереотип: «раз уже такі люди купують, то сумніватися нічого, треба брати».
- 9. Глас народу

Метод, у певному сенсі протилежний попередньому. Обігрується образ людини з вулиці, такої, як усі. Споживачеві ніби кажуть: «Ну це ж не реклама, для реклами ми б найняли зірок. Тут просто демонстрація життєвого досвіду звичайних людей».
- 10. Наслідування

Спроба змусити купувати рекламований товар у якомога більших кількостях. Тут також експлуатується психологічний ефект соціального наслідування. Заклик «доктора-стоматолога» з рекламного ролика: «Просто візьміть кілька подушечок Орбіта і пожуйте їх…». Це підсвідомо змушує споживати вдвічі більше, тобто витрачати більше грошей на придбання рекламованого товару
- 11. Шантаж, залякування

Шантаж, залякування споживачів, експлуатація типових страхів і психологічних комплексів — ще один метод телереклами. Спроба переконати вас у тому, що ви — нікчема і невдаха, якщо відмовляєтеся дотримуватися порада реклами. (Наприклад, вас ніколи не запросять на побачення, якщо не придбаєте запропонованого товару.) Збудження інстинкту самозбереження шляхом демонстрації помилкових або суто гіпотетичних загроз.
- 12. Не будь вигнанцем

Більшості людей властивий страх стати вигнанцем. Невипадково в стародавні епохи вигнання було одним із найстрашніших покарань. Маніпулятор використовує слабкість людської психіки, навіюючи думку, що «всі вже товар купили, всі вже оцінили його високу якість і необхідність, а ви залишилися в меншості». У таких випадках показують натовпи людей, різні міста й народи, представники яких об'єднані «довірою» до одного й того самого бренду.
- 13. Апеляція до «добрих почуттів»

Сюжет кліпу будується таким чином, щоби товар асоціювався з подіями, що викликають позитивні емоції, які виникають під час людського спілкування. Дружба, зустріч із батьками, спорудження нового будинку, здача іспиту та ін.
- 14. Експлуатація батьківського інстинкту

Товар представляють як корисний і потрібний дітям. Дитина щаслива, якщо ви купите їй рекламовану річ: підгузки, шампунь тощо.
- 15. Патріотизм

Ключові слова: «Україна», «козацька сила», «наше», «рідна земля»…. Використовуються образи національних героїв, історичних і фольклорних персонажів, національні костюми і так далі.
- 16. Приголомшити!

Мета такої реклами — вразити споживача так сильно, щоб рекламований товар міцно засів у нього в пам'яті. Відома рекламна кампанія «Шок — це по-нашому» є м'якою формою втілення цього методу.
- 17. Задоволення

Левова частка кліпів містить сексуально забарвлені образи, пропонують «райську насолоду», «спокусу смаком» і так далі. Мета — пов'язати товар із задоволеннями. Перераховані прийоми є ідейним каркасом рекламних кампаній. Скелет потім обростає шаблонними образами: красунями, «просунутою» молоддю, поблажливим лікарем, доброю бабусею, мачо, веселими дітками і так далі. При цьому завжди конструюються рефлекторні зв'язки-асоціації в дусі Павлова.
- 18. Труїзми

У тексті є труїзм — «усі знають, що…», «всім відомо, що …», «всі батьки люблять своїх дітей…», «всі жінки купують це…». Використовується багато «хитрих» слів, що спотворюють реальний стан речей: «всього лише…», «тільки…», «просто…» («Тільки 999,99 грн», «Просто підніміть трубку і зробіть покупку всього лише на 500 грн»).
- 19. Історії

Сюжет ролика побудовано як історію — спочатку розігрується початок історії, одне оповідання про придбання товару, потім щасливе закінчення історії. Можливий і зворотний варіант — початок і кінець історії міняються місцями. У даному випадку розповідь у середині (про товар) свідомістю критично не оцінюється.

### II. Психофізіологічні прийоми телереклами
Знижують критичність сприйняття.
- 1. Інформаційне перенавантаження

Йде текст із постійним повторенням назви рекламованого товару. Особливо має насторожити, коли йдуть два суміщені тексти — пісня і голос диктора, шум за кадром, два або три голоси одночасно (прийом інформаційного перевантаження з арсеналу НЛП).
Приклад: https://www.youtube.com/watch?v=wY4L7uB4oi8
- 2. Психологічний якір

Використовується установка психологічного якоря (технологія НЛП) або створення умовно-рефлекторного зв'язку: інший товар — погано, наш товар — добре. «Інший кухонний комбайн…» (одночасно як фон іде тривожна музика, на екрані миготять роздратовані або сумні обличчя), «наш кухонний комбайн…» (музика змінюється на спокійно-врівноважену, на екрані щасливі усміхнені дружини).
Приклад: https://www.youtube.com/watch?v=fZPJpuDmGro
- 3. Гіпноз

Використовується відеоряд із проходженням тривимірного тунелю — концентричні кола, спіралі, що обертаються, коридори, що йдуть із глибини екрану на глядача, та інші методи гіпнотизації.
Приклад: https://www.youtube.com/watch?v=v5jQ0xT-ZDc
- 4. Колір

Використовується гра кольорів — від блідої чорно-білої картинки (життя сіре, коли немає даного товару) до яскравих насичених кольорів при показі щасливих власників рекламованого товару.
Приклад: https://www.youtube.com/watch?v=irDHw52hIHg
- 5. Звук

Телереклама нерідко використовує маніпулювання звуковим рядом — гучність звуку під час рекламного ролика різко збільшується відносно «фонового» рівня. Зверніть увагу на те, як іноді б'ють по вухах рекламні ролики, що несподівано переривають радіо- або телепрограми. Раптовий звуковий удар знижує критичність сприйняття рекламної інформації.
Приклад: https://www.youtube.com/watch?v=JHpNPr6D04k
- 6. Інстинкти

Грубий тиск на сексуальні інстинкти при рекламуванні товарів, які не мають до сексу ніякого відношення (кава, сигарети, автомобілі, побутова техніка та ін.). Зауважте, скільки напівголих привабливих особин обох статей миготить у таких рекламних роликах.
Приклад: https://www.youtube.com/watch?v=kPkQnKEZZho